# 波莫納 (密蘇里州)
波莫納（英語：Pomona）是位於美國密蘇里州豪厄爾縣的普查規定居民點。

## 歷史
波莫納的郵局自1895年營運至今。

## 人口
根據2020年美國人口普查的數據，波莫納的面積為9.25平方千米，當中陸地面積為9.24平方千米，而水域面積為0.01平方千米。當地共有人口440人，而人口密度為每平方千米47.57人。